# Колюш
Колю́ш (фр. Coluche, настоящее имя — Мишель Жерар Жозеф Колюччи́, Michel Gérard Joseph Colucci; 28 октября 1944[…], XIV округ Парижа — 19 июня 1986, Опьо) — французский комик, режиссёр, актёр и сценарист. Обладатель премии «Сезар» за лучшую мужскую роль.

## Биография
Мишель Жерар Жозеф Колюччи родился 28 октября 1944 года в Париже. Его отец, Онорио Колюччи был уроженцем области Лацио, уехал из Италии незадолго до войны, был скульптором. В 1940 году Онорио познакомился с Симоной Буйер, коренной парижанкой, дочерью парикмахера. Сначала родилась дочь Даниэль, затем сын Мишель. В 1947 году Онорио Колюччи умер от полиомиелита.

### Участие в президентских выборах
30 октября 1980 года, Колюш, созвав пресс-конференцию, заявил, что выдвигает свою кандидатуру на пост президента Франции на выборах 1981 года в знак протеста против политической обстановки в стране. Согласно опросам, он завоевал бы до 16 % голосов и получил бы поддержку большого количества интеллектуалов.
14 декабря объявил о снятии своей кандидатуры.

### Благотворительная деятельность
Колюш стал инициатором масштабной социальной акции: создания во Франции сети «Restaurants du coeur» — передвижных и стационарных пунктов раздачи бесплатных обедов для бедняков.

### Смерть

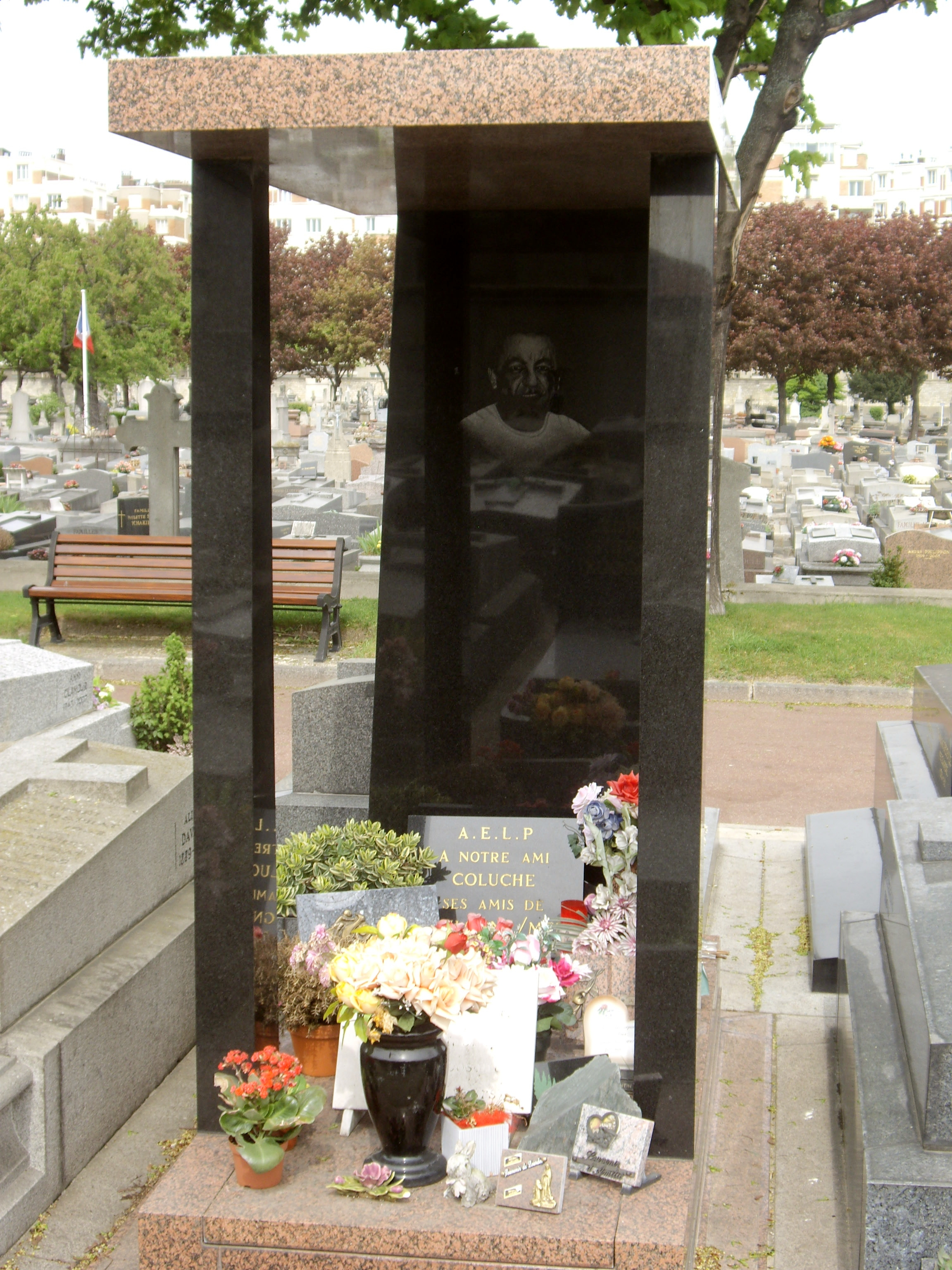
Место захоронения

Погиб 19 июня 1986 года, на юго-востоке Франции. На трассе, соединяющей Канны и Грасс, Колюш врезался на своем мотоцикле Honda 1100 VFC в неожиданно выехавший поперёк шоссе 38-тонный грузовик.

## Память
- С 2006 года имя Колюша носит одна из площадей Парижа недалеко от дома, где он жил последние годы[10].
- В 2008 году вышел фильм, посвящённый артисту: «Колюш, история одного парня»[11].

## Фильмография
| Год  |   | Русское название                         | Оригинальное название                         | Роль                            |
| ---- | - | ---------------------------------------- | --------------------------------------------- | ------------------------------- |
| 1970 | ф | Блатняга / Человек со связями            | Le Pistonné                                   |                                 |
| 1970 | ф | Ослиная шкура                            | Peau d'Âne                                    | раненый крестьянин              |
| 1971 | ф | Пускай… это вальс                        | Laisse aller, c'est une valse                 | режиссёр                        |
| 1971 | ф | Мадам, вы свободны? (ТВ)                 | Madame, êtes-vous libre ?                     | Жорж                            |
| 1972 | ф | Бежит, бежит предместье                  | Elle court, elle court la banlieue            | Бубуль                          |
| 1973 | ф | Год 01                                   | L'An 01                                       |                                 |
| 1973 | ф | Темрок                                   | Themroc                                       |                                 |
| 1973 | ф | Большой переполох                        | Le Grand Bazar                                |                                 |
| 1973 | ф | Демаркационная линия                     | La ligne de démarcation (TV)                  | Алекс                           |
| 1975 | ф | Салавен (по Жоржу Дюамелю)               | Salavin                                       | Тастар                          |
| 1975 | ф | Тибетский колокол                        | La Cloche tibétaine (TV)                      |                                 |
| 1976 | ф | Компьютер для похорон                    | L'ordinateur des pompes funèbres              | водитель грузовика              |
| 1976 | ф | Туалет был заперт изнутри                | Les Vécés étaient fermés de l'intérieur       | Шарбонье                        |
| 1976 | ф | Крылышко или ножка                       | L'Aile ou la Cuisse                           | Жерар Дюшмен                    |
| 1977 | ф | Забавные зебры                           | Drôles de zèbres                              | шеф-повар                       |
| 1977 | ф | Не видать вам Эльзаса с Лотарингией!     | Vous n'aurez pas l'Alsace et la Lorraine      |                                 |
| 1980 | ф | Инспектор-разиня                         | Inspecteur la Bavure                          | инспектор Клеман / отец Клемана |
| 1980 | ф | Репортёры                                | Reporters                                     | камео                           |
| 1981 | ф | Знак Фуракс                              | Signé Furax                                   |                                 |
| 1981 | ф | Школьный учитель                         | Le Maître d'école / The Schoolmaster          | Жерар Барбье                    |
| 1982 | ф | Она видит карликов везде                 | Elle voit des nains partout                   | алебардщик                      |
| 1982 | ф | Без пятнадцати два до Рождества Христова | Deux heures moins le quart avant Jésus-Christ | Бен-Гур / Аминемефет            |
| 1983 | ф | Банзай!                                  | Banzaï                                        | Мишель Бернарден                |
| 1983 | ф | Женщина моего друга                      | La Femme de mon pote                          | Микки                           |
| 1983 | ф | Чао, паяц                                | Tchao Pantin / Ciao, pantin / So Long, Stooge | Ламбер                          |
| 1984 | ф | Добрый король Дагоберт                   | Le Bon Roi Dagobert                           | Дагоберт I                      |
| 1984 | ф | Месть пернатого змея                     | La Vengeance du serpent à plumes              | Лулу Дюпен                      |
| 1984 | ф | Короли шутки                             | Les Rois du gag                               | Жорж                            |
| 1985 | ф | Заварушка / Авоська / Мешок узлов        | Sac de nœuds / All mixed up                   | Койот                           |
| 1985 | ф | Дурак на войне                           | Le Fou de guerre / Scemo Di Guerra            | Оскар Пилли                     |

## Награды и номинации

### Награды
- Премия «Сезар» за лучшую мужскую роль в фильме «Чао, паяц», 1984